# Bueil-en-Touraine

Bueil-en-Touraine este o comună în departamentul Indre-et-Loire, Franța. În 1 ianuarie 2022 avea o populație de 325 de locuitori.